# Карманов, Павел Викторович
Павел Викторович Карманов (12 февраля 1970, Братск, Иркутская область — 23 ноября 2024, Москва) — российский композитор и музыкант.

## Биография
Родился в семье музыкантов и рано начал занятия музыкой. C шести лет посещал музыкальную школу в Новосибирске. После того как детские сочинения Карманова были высоко оценены композитором Дмитрием Кабалевским, семья переехала в Москву, чтобы ребёнок мог учиться музыке.
В 1988 году окончил Центральную музыкальную школу; в 1995 — Московскую консерваторию. В числе его учителей были Юрий Холопов, Альберт Леман, Анатолий Быканов, Георгий Дмитриев, Алексей Николаев. Со школьных лет сочинял музыку в разных стилях: авангарда, импрессионизма, минимализма. В отличие от многих современников его никогда не привлекала атональная, диссонантная музыка.
С 1996 года — член Союза московских композиторов.
Автор музыки ко многим художественным и документальным фильмам, а также к рекламным роликам.
Сотрудничал с такими музыкантами, как Алексей Любимов, Юрий Башмет, Татьяна Гринденко, Марк Пекарский, Московский ансамбль современной музыки и др.
С 2000 по 2017 год — участник московской рок-группы «Вежливый отказ», с которой выступал в качестве пианиста и флейтиста.
В 2013 году выступил одним из соавторов новой музыкальной редакции оперы Александра Бородина «Князь Игорь», постановка режиссёра Юрия Любимова.
В январе 2019 года представил в Московском концертном зале «Зарядье» обновлённую версию своего музыкального арт-перформанса «Рождественский вертеп Павла Карманова» совместно со Сергеем Старостиным, Андреем Котовым, ансамблем древнерусской духовной музыки «Сирин», детским вокальным ансамблем «Веретенце», Аркадием Шилклопером, Марианом (Марио) Калдарару, рок-группой «Вежливый отказ», режиссёром-постановщиком Александром Руснаком. Первое представление прошло в канун Рождества 2002 года в Концертном зале им. Чайковского.
Член Союза композиторов России.
Скоропостижно скончался 23 ноября 2024 года на 55-м году жизни от сердечной недостаточности. Похоронен 27 ноября на Домодедовском кладбище.